# Кашкин, Дмитрий Антонович
Дми́трий Анто́нович Ка́шкин (1791/1793, Воронеж — 1862, Воронеж) — владелец первого книжного магазина в Воронеже и библиотеки для чтения при нём, собиратель редких книг и рукописей. Известен главным образом как первый литературный наставник поэта Алексея Кольцова и отец музыковеда Николая Кашкина.

## Биография
По данным музыковеда Василия Яковлева, происходил из казачьей семьи, с Дона, но родился в Воронеже и первоначально вел по наследству торговлю хлебом. Находясь в дальних разъездах по хлебному делу, проявлял тягу к чтению и самообразованию, а затем «сумел организовать постоянную книжную торговлю в Одессе и Таганроге и, неконец, в своем родном городе Воронеже».
В начале 1820-х годов открыл первую в Воронеже книжную лавку на улице, которая теперь называется Пушкинской, на углу Щепной площади. Его лавка, по сути, была первым воронежским книжным магазином, ибо до этого книжная торговля осуществлялась на небольшом развале, с лотка, и почиталась делом не слишком серьёзным. Кроме книг продавал и ноты. В библиотеки для чтения литература выдавалась на дом и принималась подписка на журналы. Ассортимент книг был ориентирован на все слои городского общества. Став «книжником», овладел литературным языком, обнаружив «поэтические склонности», как тогда говорили. Кроме того, он — опять же самоучкой — выучился рисовать, играть на гуслях и даже на фортепиано. Кашкин самоучкой изучал французский и читал в подлиннике Мольера и Расина. Кашкин был прямым, умным и честным, за что его любила молодёжь города. Книжная лавка Кашкина была для них своего рода клубом. Кашкин интересовался русской литературой, много читал и сам писал стихи. Несмотря на незначительные средства, сумел дать своим детям солидное образование.
С 1825 года книжную лавку посещал молодой Алексей Кольцов, на образование которого Кашкин оказал значительное влияние. По-видимому ему Кольцов показывал свои первые литературные опыты. Кашкин нашел первые опыты Кольцова неудачными, но ободрил его и поощрял на дальнейшее писательство, подарив ему, для того чтобы тот лучше научился правилам стихосложения, «Русскую просодию». В течение 5 лет Кольцов пользовался безвозмездно его библиотекой. Кольцов посвятил Кашкину два стихотворения (1829). С 1840-х годов в лавке Кашкина бывал Иван Никитин.
Кашкин выпустил первый в Воронеже каталог библиотеки для чтения (М., 1840), позднее каталоги издавались Л. В. Кашкиной и П. Н. Аносовым (Воронеж, 1863—1877).
После смерти Кашкина магазин перешел к его вдове Любови Васильевне, урожденной Поляковой (ок. 1815 — после 1877) и сыну В. Д. Кашкину, затем к П. Н. Аносову, потом к М. П. Савостьянову.
Магазин в 1869 году размещался в доме сестры Алексея Кольцова, А. В. Андроновой, на улице Большая Дворянская.